# Catherine Soullard
Pour les articles homonymes, voir Soullard.
Catherine Soullard est une écrivaine et productrice de radio française, née le 11 novembre 1955 à Paris.
Elle est aussi comédienne-voix et critique de cinéma.

## Biographie
Catherine Soullard naît à Paris le 11 novembre 1955, d'un père médecin d'origine poitevine et d'une mère d'origine marseillaise.
Elle passe son enfance à Paris, partageant ses vacances entre Marseille et le Poitou.
Elle suit sa scolarité au centre Madeleine-Daniélou et obtient son bac scientifique à 16 ans. Elle entre en classe de mathématiques supérieures au lycée Janson-de-Sailly, où elle passe le bac littéraire en candidate libre et bifurque en cours de scolarité vers la préparation aux grandes écoles de commerce, intégrant l’ESSEC en 1975.
À la sortie de l’école, munie de son diplôme, elle s’estime en règle avec les attentes parentales et démarre dans l’édition en étant lectrice au Seuil et à Esprit, assistante aux éditions du Soleil Noir, chez Bordas, puis chez Hatier. Elle choisit d'être travailleur indépendant et travaille alors pour Larousse et pour Flammarion.
Son goût des salles obscures la mène à devenir critique de cinéma d’abord à Cinématographe de 1983 à 1986, puis à 7 à Paris et au Monde de l’éducation, magazines pour lesquels elle se diversifiera en menant des enquêtes et en devenant journaliste.
Cette activité ne l’intéressant pas assez, elle choisit de se concentrer sur le cinéma dans la revue Études.
En 2008, elle collabore au livre 100 films pour une cinémathèque idéale édité par Les Cahiers du cinéma et aux dictionnaires Le Petit Larousse 2011 et  Le Petit Larousse 2012 aux éditions Larousse, comme conseil et auteur « cinéma ». De 2010 à 2017, elle collabore à la revue électronique de littérature Secousse et en a tenu la rubrique cinéma.
Elle a été productrice à France Culture de 1989 à 2004 (Chemins de la connaissance, Une vie une œuvre, Nuits magnétiques, Surpris par la nuit, Lieu de mémoire, etc.), membre de la commission Poésie au CNL, de 2003 à 2006, et a travaillé pour l'INA où elle a écrit les livrets des coffrets de CD dans la collection « Les grandes heures » : Henry Miller, Julien Gracq, Albert Camus, François Mauriac et Albert Cohen.
Elle est aussi comédienne-voix.

## Publications

### Romans
- Palmito d’Évian, Paris, éditions Calmann-Levy, 2005, 131 p. (ISBN 2-7021-3610-9)
- Bouchère, Paris, éditions Calmann-Levy, 2006, 172 p. (ISBN 2-7021-3710-5)[3]
- Johnny, Paris, éditions du Rocher, 2008, 84 p. (ISBN 978-2-268-06619-6)[4] Le titre, Johnny, fait référence à Johnny Guitare de Nicholas Ray (1954)[4].
- Les Asperges, Paris, éditions du Passage, 2010, 155 p. (ISBN 978-2-84742-145-3)
- Mal dedans, éditions Pierre-Guillaume de Roux, 2011  (ISBN 978-2-36371-0116)
- Vous avez Jupiter dans la poche, éditions Pierre-Guillaume de Roux, 2015  (ISBN 978-2-36371-106-9)
- Suzanne, 1947, éditions Pierre-Guillaume de Roux, 2017  (ISBN 9782363712165)
- Je ne serai pas toujours là, éditions Marie Romaine, 2023  (ISBN 978-24-9473-805-8)

### Autres
- Judas, Paris, éditions Autrement, 1999 (ISBN 978-2-86260-889-1)
- Henry Miller, les entretiens de Paris, (livret), INA/Radio France, 2000  (EAN 341-5822117954)
- Les Préférences de Julien Gracq (livret), INA/Radio France, 2006  (EAN 341-5822118739)
- 100 films pour une cinémathèque idéale, collectif (films : Amarcord, Johnny Guitare, L'aurore, Manhattan, Rome ville ouverte, La passion de Jeanne d'Arc), éditions Cahiers du cinéma, 2009  (ISBN 2866425634)
- Albert Camus à Alger (livret), INA/Radio France, 2010
- François Mauriac, toute une vie (co-auteur du livret), INA/Radio France, 2011
- Albert Cohen l'iconoclaste (co-auteur du livret), INA/Radio France, 2013  (ISBN 978-2904965289)
- Dictionnaire Freud, collectif (articles : Yvette Guibert, John Huston, Freud à l'image, Freud et le cinéma), coll. « Bouquins », Laffont, 2015  (ISBN 2-221-12545-2)
- Roger Judrin, cour et jardin, spicilège coordonné par Jacques Message, Évelyne Lerouge et Guy Mahler (préface), Librairie du Labyrinthe, 2017  (ISBN 9782918397175)
- Le Paradis français d'Eric Rohmer, collectif (chapitre : « Pour les couleurs, les fleurs et les petites filles, les escaliers et les mots, les hasards, l'amour et les lisières »), éditions Pierre-Guillaume de Roux, 2017  (ISBN 9782363711991)
- Cahiers de L'Herne Giono, collectif (chapitre : « Les petites filles de Jean Giono, lignes de fuite »), éditions de L'Herne, 2020  (ISBN 9 791031 902685)
- L'âme au diable n°2, octobre 2022, De qui je suis la proie (p.111 à 119)  (ISBN 9782958326012)

## Radio (productrice)
Les Chemins de la connaissance,
- À la surface de la peau (1989)
- D’un escalier à l’autre (1990)
- L’honneur, valeur blessée (1990)
- Un temps pour la pudeur (1990)
- Humeurs de dortoirs (1991)
- Attendre (1991)
- Douleurs, une littérature de francs-tireurs (1991)
- La jalousie, un monstre aux yeux verts (1992)
- Par la douleur, par la souffrance (1992)
- François d’Assise, un incendie d’amour (1992)
- À genoux (1993)
- La joie, malgré tout (1993)
- Routes, carrefours et non-lieux (1994)
- La guillotine, de la terreur à l’abolition (1994)
- Mystère et vertiges chez Jean Giono (1995)
- Le baiser de Judas (1996)
- Les larmes de Marie-Madeleine (1997)
- Sur les chemins (2000)
- Ce que dit une feuille (2000)
- Vertiges mathématiques (2001)
- Écoute, c’est le vent (2001)
- La Loire est un pays (2003)
- Du sable plein la tête (2004)

Perspectives scientifiques,
- La désertification (1991)
- Intermittences de la conscience (1991)

Une vie, une œuvre,
- Giovanni Papini (1994)
- Roberto Juarroz (1996)
- Georges Hyvernaud (1997)
- Marcel Arland (1998)
- André Hardellet (1998)
- Jean-Marie Domenach (2000)
- Marcel Pagnol, cinéaste (2001)
- Charles Péguy (2001)
- Gustave Roud (2002)
- Anna de Noailles (2002)
- Jean Follain (2002)
- Catherine Pozzi(2003)
- Gaston Bachelard (2004)

Mardi du cinéma
- Le cinéma de Jean Giono (1995)

Lieu de mémoire,
- Guignol (1999)
- Edith Piaf (1999)

Le bon plaisir
- Remo Forlani (1998)

Grand angle,
- Les bras en croix et les pieds flex (1999)

Nuits magnétiques,
- Rendez-vous sous la grue (1991)
- Polka, Gribouille et les rabasses (1992)
- Demeures intérieures : Le souffle de l’esprit / Règle et désir / Une croix à la frontière / La réconciliation (1992)
- Il est midi : Le temps suspendu / Les erreurs du soleil : méridiennes, cadrans et horloges / L’heure du partage / Éblouissements et fantômes (1993)
- Les travaux et les jours : Sur l’eau et les choses premières, variations / Les gestes et la terre / Pierres des chemins, paysages / Une forge, des feux (1993)
- Poubelles, je vous aime : Au bonheur des poubelles / Le palais du diable, les rebuts du monde / Poubelles en scènes / Trier, jeter, penser (1994)
- L’envol : Rêves et bricoles / Perdre terre / Blessures, chutes et consolations / Sans oublier le ciel (1994)
- Le tricoteur du 89 (1994)
- La traversée de la main : Le chirurgien, le magicien et la psychanalyste / Des frissons dans les doigts / Les mains dans la tête / Signer, bénir, frapper (1995)
- Parce que c’est Giono (1995)
- Le cinéma grec (co-production) (1995)
- Rien que des sentiments : La mélodie du mouvement / Tout est immobile et rien n’est calme / Dis-moi un mensonge / T’as pas un mouchoir ? (1995)
- Métiers et caractères : Dans le feu de l’action / De la musique avant toute chose / Cathy, Philomène et Marie-Jeanne / Au fond d’un jardin de Mortemart (1995)
- Monsieur Escarelle de Tourtour (1995)
- Des bonbons par milliers(1995)
- Mères et fils : Une terre, un arbre / Simplement attachés / Petits garçons deviendront grands / Pas besoin de demander (1996)
- Sur un air d’opéra : Le chef et la soprano / Sublime ou grotesque ? / Le chanteur et le metteur en scène / L’autre scène (1996)
- Le parfum de ma mère (1997)
- Au nom de Séléné : Les éclairés de la lune / Armstrong, Tintin et les astroblèmes / Jeux de lune sur l’eau tranquille / Le théâtre de la lune (1997)
- À l’ombre de Roger Judrin (1997)
- D’une rive à l’autre avec Laurence Ferreira-Barbosa (1997)
- Un chat n’est-il qu’un chat ? : Je connais tous ses regards / Pour un ronronnement (1997)
- Portraits : Une vie à l’envers / Questions de regard / Sur un cargo rouillé / Une vie à Ventaillac / Réveillez-vous (1997)
- L’enfant et la Bible (1997)
- Ailleurs sur un pont : Le pont traversé/ D’une rive à l’autre/ Échafaudages sur le pont du Gard / Jupes, piles et tabliers / Chantiers et batailles (1998)
- Par cœur (1998)
- Un peu d’air dans la tête : portrait de Renaud de Saint Mars (1998)
- Sur la touche : portrait du peintre Richard Conte (1998)
- Portefeuilles s’il vous plaît (1999)
- J’ai envie / J’ai pas envie : On continue / Justement / Pour être debout (1999)
- Laurent Naouri, baryton (1999)

Surpris par la nuit
- Shirley Goldfarb : entretien avec Gregory Masurovsky (1999)
- Jouer, risquer, vibrer : Parole de France / Vite et bas / Le troisième arbre / Les chantiers d’Emilie / D’île en île (1999)
- Jean-Jacques Milteau (2000)
- Redécouverte de Pierre Herbart (2000)
- Béatrix Beck, le chat qui s’en va tout seul (2000)
- « On croit qu’on en est sortis » : Noir Désir/ Georges Hyvernaud (2000)
- Figures avec épée : Pointer, écrire, signer / Toucher, rêver, aimer (2000)
- Redécouverte de Christian Guez-Ricord (2001)
- Roger Judrin, nouvelle émission, rediffusion de 1997 avec ajout 15 minutes (2001)
- My name is Mortimer : portrait de Mort Shuman (2001)
- Ils sont les bergers des étoiles, Max Rouquette (2002)
- Les roses du poulailler, Denise Le Dantec (2002)
- Redécouverte de Pierre Minet (2003)
- Eric, Claude et Pierrot, bouchers (2003)
- L’éclat d’un rêve : portrait d’un chercheur de pierres précieuses (2004)

Émission d’été (Les cinq temps de l’amour)
- Finir est difficile : Jenny et le 7e jour / Annie, Titus et Adolphe / Ou ça flambe ou ça casse / Quand Laurent chante / Le cœur ouvert (2001)